# بروتين فيروسي لابنيوي
بروتين فيروسي لابُنيَوي (بالإنجليزية: Viral nonstructural protein)‏، وهوَ بروتين فيروسي مُشفر وَلكن لا يُعتبر جُزء أساسي من مُكونات الفيروس.

## القائِمة
- إن إس بي 1 (NSP1) (فيروس عجلي).
- إن إس بي 4 (NSP4) (فيروس عجلي).
- إن إس بي 5 (NSP5) (فيروس عجلي).
- بروتين الإنفلونزا اللابنيوي (Influenza non-structural protein).
- بروتين الإنفلونزا إن إس 1 (NS1 influenza protein).

## المَراجع
1. ↑  Viral+Nonstructural+Proteins في المكتبة الوطنية الأمريكية للطب نظام فهرسة المواضيع الطبية (MeSH).